# Skerike församling
Skerike församling (uttalas [schæ'rke]) är en församling i Västerås pastorat i Domprosteriet i Västerås stift i Västerås stift  i Västerås kommun i Västmanlands län.

## Administrativ historik
Församlingen återbildades med namnet Skerike församling 2014 ur Skerike-Gideonsbergs församling. Den ingår i Västerås pastorat.

## Kyrkor
- Skerike kyrka
- Paletten